# Monte Alto (Brazilië)
Monte Alto is een gemeente in de Braziliaanse deelstaat São Paulo. De gemeente telt 45.895 inwoners (schatting 2009).

## Geboren
- Vitor Bueno (1994), voetballer